# عددهای شایستگی تقویت‌کننده
در الکترونیک، عددهای شایستگی یک تقویت‌کننده معیارهای عددی هستند که ویژگی‌ها و عملکرد آن را مشخص می‌کنند. عدد شایستگی را می‌توان به‌عنوان فهرستی از مشخصه‌ها ارائه کرد که شامل ویژگی‌هایی مانند بهره، پهنای‌باند، نویز و خط‌سانی، از جمله موارد ذکرشده در این مقاله است. عدد شایستگی برای تعیین مناسب بودن یک تقویت‌کننده خاص برای استفادهٔ موردنظر مهم هستند.

## بهره
بهره یک تقویت‌کننده نسبت خروجی به توان یا دامنه ورودی است و معمولاً با دسی بل اندازه‌گیری می‌شود. هنگامی که در دسی بل اندازه‌گیری می‌شود از نظر لگاریتمی با نسبت توان مرتبط است: G(dB) = 10 log(Pout/Pin). تقویت‌کننده‌های RF اغلب برحسب حداکثر توان قابل‌دستیابی مشخص می‌شوند، درحالی‌که بهره ولتاژ تقویت‌کننده‌های صوتی و تقویت‌کننده‌های ابزاردقیق بیشتر مشخص می‌شود. به عنوان مثال، یک تقویت کننده صوتی با بهره 20 dB دارای بهره ولتاژ ده خواهد بود.
اگر دو تقویت کننده معادل با هم مقایسه شوند، تقویت‌کننده با تنظیمات بهره بالاتر حساس‌تر خواهد بود زیرا سیگنال ورودی کمتری برای تولید مقدار مشخصی توان لازم است.

## پهنای‌باند
پهنای باند یک تقویت کننده محدوده فرکانس‌هایی است که تقویت کننده برای آنها «عملکرد رضایت بخشی» ارائه می‌دهد. تعریف «عملکرد رضایت بخش» ممکن است برای کاربردهای مختلف متفاوت باشد. با این حال، یک معیار رایج و پذیرفته شده، نقاط نیمه توان (یعنی فرکانسی که توان به نصف مقدار پیک خود کاهش می‌یابد) در منحنی خروجی برحسب فرکانس است؛ بنابراین، پهنای باند را می‌توان به عنوان تفاوت بین نقاط نیم توان پایینی و بالایی تعریف کرد؛ بنابراین به عنوان پهنای باند −3 dB نیز شناخته می‌شود. پهنای‌باند (به طریق دیگر «پاسخ‌های فرکانس» نامیده می‌شود) برای سایر محدوده خطاهای پاسخ، گاهی اوقات ذکر می‌شوند (−1 dB , −6 dB و غیره) یا «به اضافه یا منهای ۱ دسی‌بل» (تقریباً تفاوت سطح صوت که معمولاً افراد می‌توانند تشخیص دهند).
محدوده فرکانسی که در آن بهره برابر یا بیشتر از ۷۰٫۷ درصد حداکثر بهره آن است، پهنای باند نامیده می‌شود.

## بازدهی
بازدهی معیاری است که نشان می‌دهد چه مقدار از منبع تغذیه به‌طور مفید به خروجی تقویت‌کننده اعمال می‌شود. تقویت‌کننده‌های کلاس A بسیار ناکارآمد هستند، در محدوده ۱۰–۲۰٪ با حداکثر بازده ۲۵٪ برای تزویج مستقیم خروجی. تزویج القایی خروجی می‌تواند بازدهی آنها را تا حداکثر ۵۰ درصد افزایش دهد.

## خطسانی
یک تقویت‌کننده ایده‌آل یک دستگاه کاملاً خطی است، اما تقویت‌کننده‌های واقعی فقط در محدوده‌ای خطی هستند.
هنگامی که راه‌انداز سیگنال به تقویت‌کننده افزایش می‌یابد، خروجی نیز افزایش می‌یابد تا جایی که بخشی از تقویت‌کننده اشباع می‌شود و نمی‌تواند خروجی بیشتری تولید کند. این برش نامیده می‌شود و منجر به اعوجاج می‌شود.

## نویز
این معیاری است از میزان نویز واردآمده در فرایند تقویت است. نویز محصول نامطلوب اما اجتناب‌ناپذیر دستگاه‌ها و قطعات الکترونیکی است. همچنین، نویز زیادی از صرفه‌جویی عمدی در زمان ساخت و طراحی حاصل می‌شود. معیار عملکرد نویز مدار، عدد نویز یا ضریب نویز است. عدد نویز مقایسه بین نسبت سیگنال به نویز خروجی به و نویز حرارتی سیگنال ورودی است.

## محدوده دینامیکی خروجی
محدوده دینامیکی خروجی محدوده‌ای است که معمولاً بر حسب دسی‌بل، بین کوچکترین و بزرگترین سطوح خروجی مفید داده می‌شود. پایین‌ترین سطح مفید توسط نویز خروجی محدود می‌شود، درحالی‌که بزرگ‌ترین سطح اغلب توسط اعوجاج محدود می‌شود. نسبت این دو به عنوان محدوده دینامیکی تقویت‌کننده ذکرشده است. به‌طور دقیق‌تر، اگر S = بیشینه توان سیگنال مجاز و N = توان نویز، محدوده دینامیکی دی‌آر DR = (S + N) /N است.

## نرخ چرخش
نرخ چرخش بیشینه نرخ تغییر خروجی است که معمولاً برحسب ولت بر ثانیه (یا میکروثانیه) نقل می‌شود. بسیاری از تقویت‌کننده‌ها درنهایت سرعت چرخش محدود هستند (معمولاً توسط امپدانس جریان راه‌انداز که باید بر اثرات خازنی در نقطه‌ای از مدار غلبه کند)، که گاهی اوقات تمام پهنای‌باند توان را به فرکانس‌هایی بسیار کمتر از پاسخ فرکانسی سیگنال-کوچک تقویت‌کننده محدود می‌کند.

## زمان خیز
زمان خیز، tr، یک تقویت‌کننده زمانی است که خروجی از ۱۰٪ به ۹۰٪ سطح نهایی خود تغییر می‌کند که توسط یک ورودی پله‌ای راه‌اندازی می‌شود. برای یک سامانه با پاسخ گوسی (یا یک رول-آف ساده RC)، زمان خیز تقریبی است با:
tr * BW = ۰٫۳۵، که tr زمان خیز برحسب ثانیه و BW پهنای‌باند برحسب هرتز است.

## زمان نشست و حلقه‌زنی
زمان نشست خروجی درصدانه معینی از مقدار نهایی (به عنوان مثال ۰٫۱٪) زمان نشست نامیده می‌شود و معمولاً برای تقویت‌کننده‌های عمودی اسیلوسکوپ و سامانه‌های اندازه‌گیری با دقت بالا مشخص می‌شود. حلقه‌زنی به یک تغییر خروجی اشاره دارد که در بالا و پایین مقدار نهایی تقویت‌کننده چرخش می‌کند و منجر به تأخیر در رسیدن به خروجی پایدار می‌شود. حلقه‌زنی نتیجه فراجهش ناشی از یک مدار زیرمیرا است.

## فراجهش
در پاسخ به یک ورودی پله‌ای، فراجهش مقداری است که خروجی از مقدار نهایی و حالت پایدار خود فراتر می‌رود.

## پایداری
پایداری در همه تقویت‌کننده‌های دارای بازخورد یک مشکل است، چه این بازخورد عمداً اضافه شود یا ناخواسته باشد. به ویژه هنگامی که در چندین طبقه تقویت‌کننده اعمال می‌شود، مشکل ایجاد می‌شود.
پایداری یک نگرانی عمده در تقویت‌کننده‌های آراف و ریزموج است. درجه پایداری یک تقویت‌کننده را می‌توان با یک به اصطلاح ضریب پایداری تعیین کرد. چندین ضریب پایداری مختلف وجود دارد، مانند ضریب پایداری اشترن و ضریب پایداری لینویل، که شرایطی را مشخص می‌کنند که برای پایداری مطلق یک تقویت‌کننده از نظر پارامترهای دوقطبی آن باید رعایت شود.